# Miesha Tate
Miesha Theresa Tate (Tacoma, 18 de agosto de 1986) es una artista marcial mixta estadounidense que actualmente compite en la categoría de peso gallo femenino de UFC. Tate fue campeona de peso gallo del Ultimate Fighting Championship en una ocasión. También es la excampeona de peso gallo de Strikeforce. Fue medalla de plata en FILA Grappling Championships. Actualmente, Tate se encuentra en la posición #8 en los rankings oficiales de peso gallo femenino de UFC.

## Primeros años
Miesha entrenó con el equipo masculino de lucha durante el instituto. En 2005 ganó el campeonato estatal y después el campeonato nacional de 158 libras en el World Team Trials.
Durante su paso por la universidad (Central Washington University), fue animada por Rosalia Watson a practicar artes marciales mixtas, momento en el que conoció a su compañero de equipo Bryan Caraway. Tate consiguió un resultado de 5-1 durante su etapa amateur.

## Carrera de artes marciales mixtas

### Ultimate Fighting Championship
Tate se enfrentó a Cat Zingano el 13 de abril de 2013 en The Ultimate Fighter 17. Tate perdió la pelea por nocaut técnico en la tercera ronda. Tras el evento, ambas peleadoras obtuvieron el premio a la Pelea de la Noche.
Como Zingano sufrió una lesión y estaba programada para ser la entrenadora rival de la campeona Ronda Rousey en The Ultimate Fighter 18 y por el campeonato de la categoría, Tate reemplazo a Zingano como entrenadora rival de Rousey en el reality y se enfrentó a Rousey el 28 de diciembre de 2013 en UFC 168. Tate perdió la pelea por sumisión en la tercera ronda. Tras el evento, ambas peleadoras ganaron el premio a la Pelea de la Noche.
Tate se enfrentó a Liz Carmouche el 19 de abril de 2014 en UFC on Fox 11. Tate ganó la pelea por decisión unánime.
El 20 de septiembre de 2014, Tate se enfrentó a Rin Nakai en UFC Fight Night 52. Tate ganó la pelea por decisión unánime.
El 31 de enero de 2015, Tate se enfrentó a Sara McMann en UFC 183. Tate ganó la pelea por decisión mayoritaria.
Tate se enfrentó a Jessica Eye el 25 de julio de 2015 en UFC on Fox 16. Tate ganó la pelea por decisión unánime.
Tate luchó con Raquel Pennington en UFC 205 el 12 de noviembre de 2016. Antes del evento, Tate declaró que tenía intención de tomar un hiato de MMA después de la pelea. También accedió a una revancha sólo de lucha con Jessica Eye en un show Submission Underground el 11 de diciembre de 2016. Después de perder ante Pennington por decisión unánime, Tate anunció su retiro de las artes marciales mixtas. Recibió una gran ovación de la multitud en el Madison Square Garden en medio de su salida.

#### Campeonato de peso gallo
Tate se enfrentó a Holly Holm el 5 de marzo de 2016 en UFC 196. Tate ganó la pelea por sumisión técnica en la quinta ronda, ganando así el premio a la Actuación de la Noche, el campeonato y quitándole el invicto a Holm. 
El sábado 9 de julio de 2016 Tate perdió su título ante la peleadora brasileña Amanda Nunes en el macro evento UFC 200.
El 24 de marzo de 2021, Tate anunció que volvería a competir en MMA contra Marion Reneau el 17 de julio de 2021 en UFC on ESPN: Makhachev vs. Moisés. Ganó el combate por TKO en el tercer asalto. Esta victoria le valió el premio a la Actuación de la Noche.

## Vida personal
Tate tuvo una relación con el también peleador de UFC Bryan Caraway. Tate se ha declarado fan de los Seattle Seahawks.

## Campeonatos y logros
- Ultimate Fighting Championship
  - Campeonato de peso gallo (una vez)
  - Pelea de la Noche (dos veces)
  - Actuación de la Noche (una vez)
  - Primera peleadora en ganar el premio Pelea de la Noche (con Cat Zingano)
  - Primera peleadora en entrenar a un equipo en The Ultimate Fighter (con Ronda Rousey)

- Strikeforce
  - Campeona de peso gallo (una vez)
  - Torneo Strikeforce 2010 de peso gallo (campeona)

- Freestyle Cage Fighting
  - Campeona de peso gallo (una vez)

- HOOKnSHOOT
  - Torneo BodogFIGHT 2007 de peso gallo (semifinalista)

- World MMA Awards
  - Peleadora del Año (2011)

- Women's MMA Awards
  - Sumisión del Año (2011) vs. Marloes Coenen el 30 de julio
  - Peleadora del Año (2010)
  - Peleadora del Año de peso gallo (2010)
  - Sumisión del Año (2009) vs. Lizbeth Carreiro el 4 de julio

- ESPN
  - Sumisión del Mes (2011) vs. Marloes Coenen el 30 de julio

## Récord en artes marciales mixtas
| Resultado | Récord | Oponente          | Método                              | Evento                                         | Fecha                    | Ronda | Tiempo | Localización              | Notas                                                                      |
| --------- | ------ | ----------------- | ----------------------------------- | ---------------------------------------------- | ------------------------ | ----- | ------ | ------------------------- | -------------------------------------------------------------------------- |
| Victoria  | 20–9   | Julia Avila       | Sumisión (mataleón)                 | UFC on ESPN: Dariush vs. Tsarukyan             | 2 de diciembre de 2023   | 3     | 1:15   | Austin, Texas             | Actuación de la noche.                                                     |
| Derrota   | 19–9   | Lauren Murphy     | Decisión (unánime)                  | UFC on ABC: Ortega vs. Rodríguez               | 16 de julio de 2022      | 3     | 5:00   | Long Island, Nueva York   |                                                                            |
| Derrota   | 19–8   | Ketlen Vieira     | Decisión (unánime)                  | UFC Fight Night: Vieira vs. Tate               | 20 de noviembre de 2021  | 5     | 5:00   | Las Vegas, Nevada         |                                                                            |
| Victoria  | 19–7   | Marion Reneau     | TKO (puñetazos)                     | UFC on ESPN: Makhachev vs. Moisés              | 17 de julio de 2021      | 3     | 1:53   | Las Vegas, Nevada         | Actuación de la Noche.                                                     |
| Derrota   | 18–7   | Raquel Pennington | Decisión (unánime)                  | UFC 205                                        | 12 de noviembre de 2016  | 3     | 5:00   | New York City, New York   |                                                                            |
| Derrota   | 18–6   | Amanda Nunes      | Sumisión (rear-naked choke)         | UFC 200                                        | 9 de julio de 2016       | 1     | 3:16   | Las Vegas, Nevada         | Perdió el Campeonato de Peso Gallo de Mujeres de UFC; Pelea de la Noche.   |
| Victoria  | 18–5   | Holly Holm        | Sumisión técnica (rear-naked choke) | UFC 196                                        | 5 de marzo de 2016       | 5     | 3:30   | Las Vegas, Nevada         | Ganó el Campeonato de Peso Gallo de Mujeres de UFC; Actuación de la Noche. |
| Victoria  | 17–5   | Jessica Eye       | Decisión (unánime)                  | UFC on Fox: Dillashaw vs. Barão 2              | 25 de julio de 2015      | 3     | 5:00   | Chicago, Illinois         |                                                                            |
| Victoria  | 16–5   | Sara McMann       | Decisión (mayoritaria)              | UFC 183                                        | 31 de enero de 2015      | 3     | 5:00   | Las Vegas, Nevada         |                                                                            |
| Victoria  | 15–5   | Rin Nakai         | Decisión (unánime)                  | UFC Fight Night: Hunt vs. Nelson               | 20 de septiembre de 2014 | 3     | 5:00   | Saitama                   |                                                                            |
| Victoria  | 14–5   | Liz Carmouche     | Decisión (unánime)                  | UFC on Fox: Werdum vs. Browne                  | 19 de abril de 2014      | 3     | 5:00   | Orlando, Florida          |                                                                            |
| Derrota   | 13–5   | Ronda Rousey      | Sumisión (armbar)                   | UFC 168                                        | 28 de diciembre de 2013  | 3     | 0:58   | Las Vegas, Nevada         | Por el Campeonato de Peso Gallo de Mujeres de UFC; Pelea de la Noche.      |
| Derrota   | 13–4   | Cat Zingano       | TKO (rodillazos y codazo)           | The Ultimate Fighter 17 Finale                 | 13 de abril de 2013      | 3     | 2:55   | Las Vegas, Nevada         | Pelea de la Noche.                                                         |
| Victoria  | 13–3   | Julie Kedzie      | Sumisión (armbar)                   | Strikeforce: Rousey vs. Kaufman                | 18 de agosto de 2012     | 3     | 3:28   | San Diego, California     |                                                                            |
| Derrota   | 12–3   | Ronda Rousey      | Sumisión (armbar)                   | Strikeforce: Tate vs. Rousey                   | 3 de marzo de 2012       | 1     | 4:27   | Columbus, Ohio            | Perdió el Campeonato de Peso Gallo de Mujeres de Strikeforce.              |
| Victoria  | 12–2   | Marloes Coenen    | Sumisión (arm-triangle choke)       | Strikeforce: Fedor vs. Henderson               | 30 de julio de 2011      | 4     | 3:03   | Hoffman Estates, Illinois | Ganó el Campeonato de Peso Gallo de Mujeres de Strikeforce.                |
| Victoria  | 11–2   | Hitomi Akano      | Decisión (unánime)                  | Strikeforce Challengers: Riggs vs. Taylor      | 13 de agosto de 2010     | 3     | 3:00   | Phoenix, Arizona          | Torneo de Peso Gallo de Mujeres de Strikeforce 2010 Final.                 |
| Victoria  | 10–2   | Maiju Kujala      | Decisión (unánime)                  | Strikeforce Challengers: Riggs vs. Taylor      | 13 de agosto de 2010     | 2     | 3:00   | Phoenix, Arizona          | Torneo de Peso Gallo de Mujeres de Strikeforce 2010 Semifinal.             |
| Victoria  | 9–2    | Zoila Gurgel      | Sumisión (armbar)                   | Strikeforce Challengers: Johnson vs. Mahe      | 26 de marzo de 2010      | 2     | 4:09   | Fresno, California        |                                                                            |
| Victoria  | 8–2    | Valerie Coolbaugh | Sumisión (armbar)                   | Freestyle Cage Fighting 38                     | 16 de enero de 2010      | 1     | 4:45   | Tulsa, Oklahoma           | Defendió el Campeonato de Peso Gallo de Mujeres de FCF.                    |
| Victoria  | 7–2    | Sarah Oriza       | KO (patada a la cabeza)             | CageSport MMA                                  | 3 de octubre de 2009     | 2     | 0:08   | Tacoma, Washington        |                                                                            |
| Derrota   | 6–2    | Sarah Kaufman     | Decisión (unánime)                  | Strikeforce Challengers: Evangelista vs. Aina  | 15 de mayo de 2009       | 3     | 3:00   | Fresno, California        |                                                                            |
| Victoria  | 6–1    | Lizbeth Carreiro  | Sumisión (shoulder choke)           | Freestyle Cage Fighting 30                     | 4 de abril de 2009       | 3     | 2:48   | Shawnee, Oklahoma         | Ganó el Campeonato de Peso Gallo de Mujeres de FCF.                        |
| Victoria  | 5–1    | Dora Baptiste     | Sumisión (triangle choke)           | Atlas Fights: USA vs. Brazil                   | 21 de febrero de 2009    | 1     | 1:48   | Biloxi, Misisipi          |                                                                            |
| Victoria  | 4–1    | Jessica Bednark   | TKO (golpes)                        | Freestyle Cage Fighting 27                     | 31 de enero de 2009      | 1     | 1:22   | Shawnee, Oklahoma         |                                                                            |
| Victoria  | 3–1    | Jamie Lynn Welsh  | TKO (golpes)                        | CageSport MMA                                  | 29 de noviembre de 2008  | 1     | 2:21   | Tacoma, Washington        |                                                                            |
| Victoria  | 2–1    | Elaina Maxwell    | Decisión (unánime)                  | Strikeforce: Melendez vs. Thomson              | 27 de junio de 2008      | 3     | 3:00   | San José, California      |                                                                            |
| Derrota   | 1–1    | Kaitlin Young     | KO (patada a la cabeza)             | HOOKnSHOOT: BodogFIGHT 2007 Women's Tournament | 24 de noviembre de 2007  | 1     | 0:30   | Evansville, Indiana       | Torneo de Peso Gallo de Mujeres de BodogFIGHT 2007 Semifinal.              |
| Victoria  | 1–0    | Jan Finney        | Decisión (decisión del árbitro)     | HOOKnSHOOT: BodogFIGHT 2007 Women's Tournament | 24 de noviembre de 2007  | 4     | 3:00   | Evansville, Indiana       | Torneo de Peso Gallo de Mujeres de BodogFIGHT 2007 Cuartos de final.       |